# Live in Berlin – Black Saint Quartet

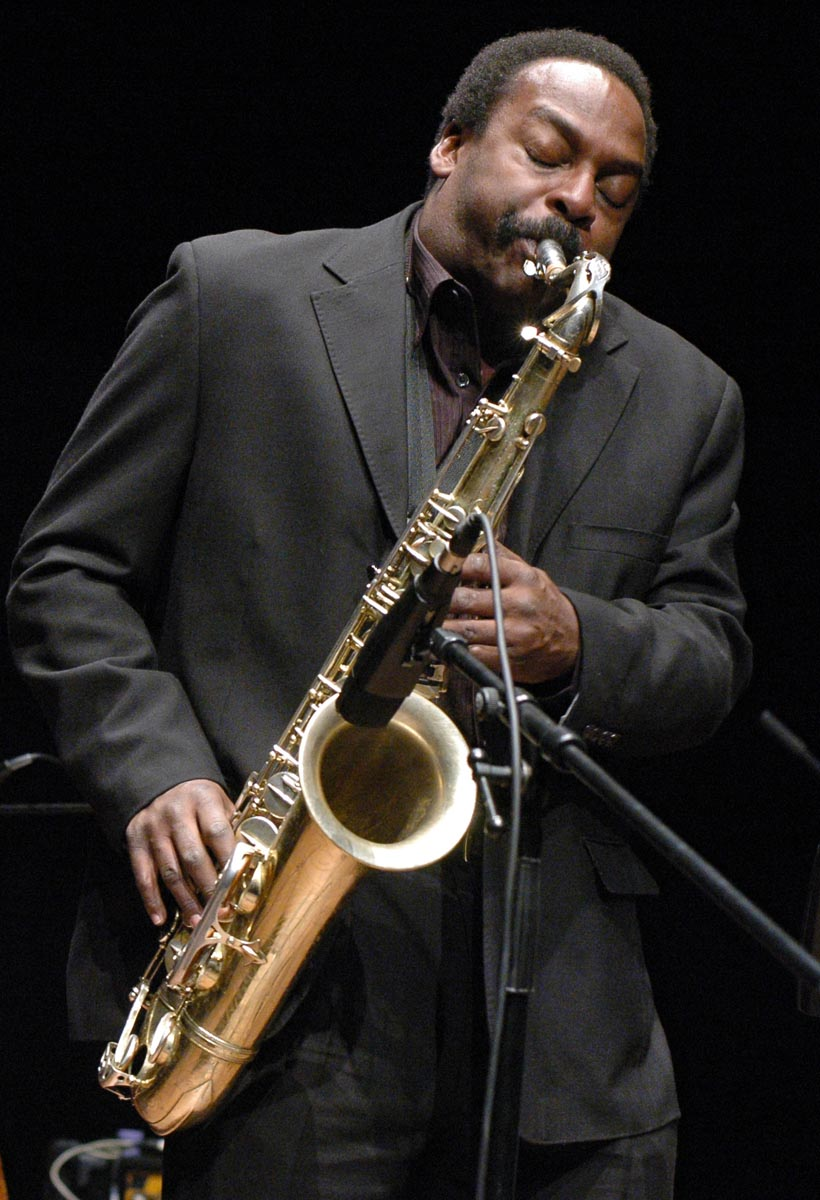
David Murray, 2007, während des Konzertes im Radialsystem V

Live in Berlin – Black Saint Quartet ist ein Jazz-Album des David-Murray-Quartetts mit dem Pianisten Lafayette Gilchrist, dem Bassisten Jaribu Shahid und dem Schlagzeuger Hamid Drake, aufgenommen während der Langen Nacht des Jazz im Berliner Veranstaltungsort Radialsystem V am 17. November 2007 und veröffentlicht 2008 auf dem Label Jazzwerkstatt.

## Das Album
Der Tenorsaxophonist und Bassklarinettist David Murray hatte in seiner bisherigen Karriere mit verschiedenen Bands gearbeitet; zu den langlebigsten gehört sein Black Saint Quartet, das Ende der 2000er Jahre aus Lafayette Gilchrist am Piano, Jaribu Shahid am Bass und Hamid Drake am Schlagzeug bestand. Gilchrist, der bereits 2000 mit Murray gespielt hatte, war Nachfolger des 2006 verstorbenen John Hicks.
Die Eröffnungsnummer Dirty Laundry, zunächst Kiama (kenianisch: „Ältestenrat“) betitelt, widmete Murray Barack Obama, dem damaligen Kandidaten bei der Präsidentschaftswahl 2008. Murray hatte zuvor mit Amiri Baraka an einer Jazzoper gearbeitet, aus der das Stück Sacred Ground stammt, das auch Titelstück des Vorgängeralbums war. Die Komposition Banished stammt aus der Musik zu einem gleichnamigen Dokumentarfilm von Marco Williams über den Rassismus in den Südstaaten. Murray’s Steps, eine Komposition, die Murray für sein Oktett der 1980er Jahre geschrieben hatte, bezieht sich auf John Coltranes Giant Steps. Die Schlussnummer Waltz Again (auch Walter's Waltz vom Album Ming’s Samba 1988) ist eine Hommage an seinen Vater Walter.
Im Mittelpunkt stehen Murrays ausgedehntes Spiel, „sein Hang für lange kaleidoskopische Solos“. Dies zeige sich bereits in Dirty Laundry, das Murray erlaube sich ausgiebig zu entfalten, gefolgt von solistischen Beiträgen von Gilchrist und Hamid Drake.
Im folgenden Banished erzeugt Bassist Shahid mit dem gestrichenen Bass einen „langsamen und traurigen Groove. Murray steigt daraus mit der Bassklarinette auf, hält die Stimmung verhangen und besinnlich.“ Dies geht über in die Ballade Sacred Ground, die durch Gospel-Anklänge geprägt ist.
Der Journalist Christian Broecking wies auf in den Liner Notes auf die „Akkordfortschreibungen in dem von John Coltrane inspirierten Murray's Steps und in der seinem Vater gewidmeten Komposition Waltz Again“ hin und stellt den Vergleich mit dem früheren Spiel Murrays an: „selbst die unbeugsamsten Schreie seines Tenrosaxofons, jene Murray Moments von einst, schichte er heute einfühlsam in das Grundgerüst seines klassischen Quartett-Sounds.“

## Rezension
Phil Johnson geht in seiner Rezension in The Independent auf die Nachwirkungen des Hurrikans Katrina auf die Musik des Quartetts ein; „Zorn und Seelenqual finden Ausdruck in Murrays wehmütigen Balladen und heroischen Honks“. Der Autor hebt auch die Leistung des jüngeren Pianisten Lafayette Gilchrist hervor. Als seinen Favoriten auf dem Album führt er Sacred Ground an, einen „niederschmetternd intensiven Dauerbrenner“.
Bill Shoemaker geht auf das Spiel des Pianisten Gilchrist, der ähnlich maßgebende Qualitäten wie sein Vorgänger John Hicks besitze und „wilde, über drei oder gar vier Oktaven ausgedehnte Voicings“ einsetze:
„he outlines the harmonic movement of a given piece by combining snippets of the melody and chromatic asides, often sending his hands in opposite directions to widen or pinch pitch relationships; and he has impeccable timing for the dramatic groundswell and the decaying utterance.“
Die Ballade Sacred Ground zählt der Autor neben Ming zu Murray besten Kompositionen. Des Weiteren hebt er den Ideenreichtum der Rhythmusgruppe Gilchrist, Shahid und Drake hervor, „sie modellieren die Stücke von Chorus zu Chorus, Phrase zu Phrase, und von Beat zu Beat. Da herrscht ein konstanter Ideenfluss unter den drei vor, ob nun Murray gerade spielt oder nicht; dies entwickle glühende Momente, die die Richtung des Stücks ausprägen“.
They are flash points in the pieces that Murray unfailingly hits with an exclamatory phrase or textures. Their precise detailing lets Murray revel in his altissimo, confident that the inevitable quaver or screech will be sufficiently buttressed by their cross rhythms, thus registering as incisive vocal qualities. This band is a juggernaut; Live In Berlin makes a slam-dunk case.
Mischa Andriessen kam zu dem Urteil: Die CD zeige die Band in guter Form, aber man bekomme das Gefühl nicht los, das Murray noch besser kann. Mit der Platte werde er sich keine neuen Fans machen, aber die alten auch nicht verlieren.

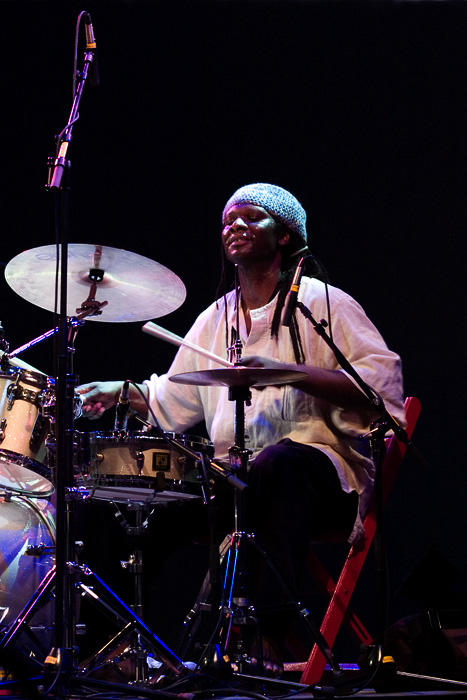
Drake auf dem Moers Festival 2006

## Liste der Titel
- Live in Berlin – Black Saint Quartet (Jazzwerkstatt JW035)

1. Dirty Laundry – 14:57
2. Banished – 6:10
3. Sacred Ground – 17:20
4. Murray's Steps – 15:57
5. Waltz Again – 17:10

- Alle Kompositionen stammen von David Murray.

## Anmerkungen

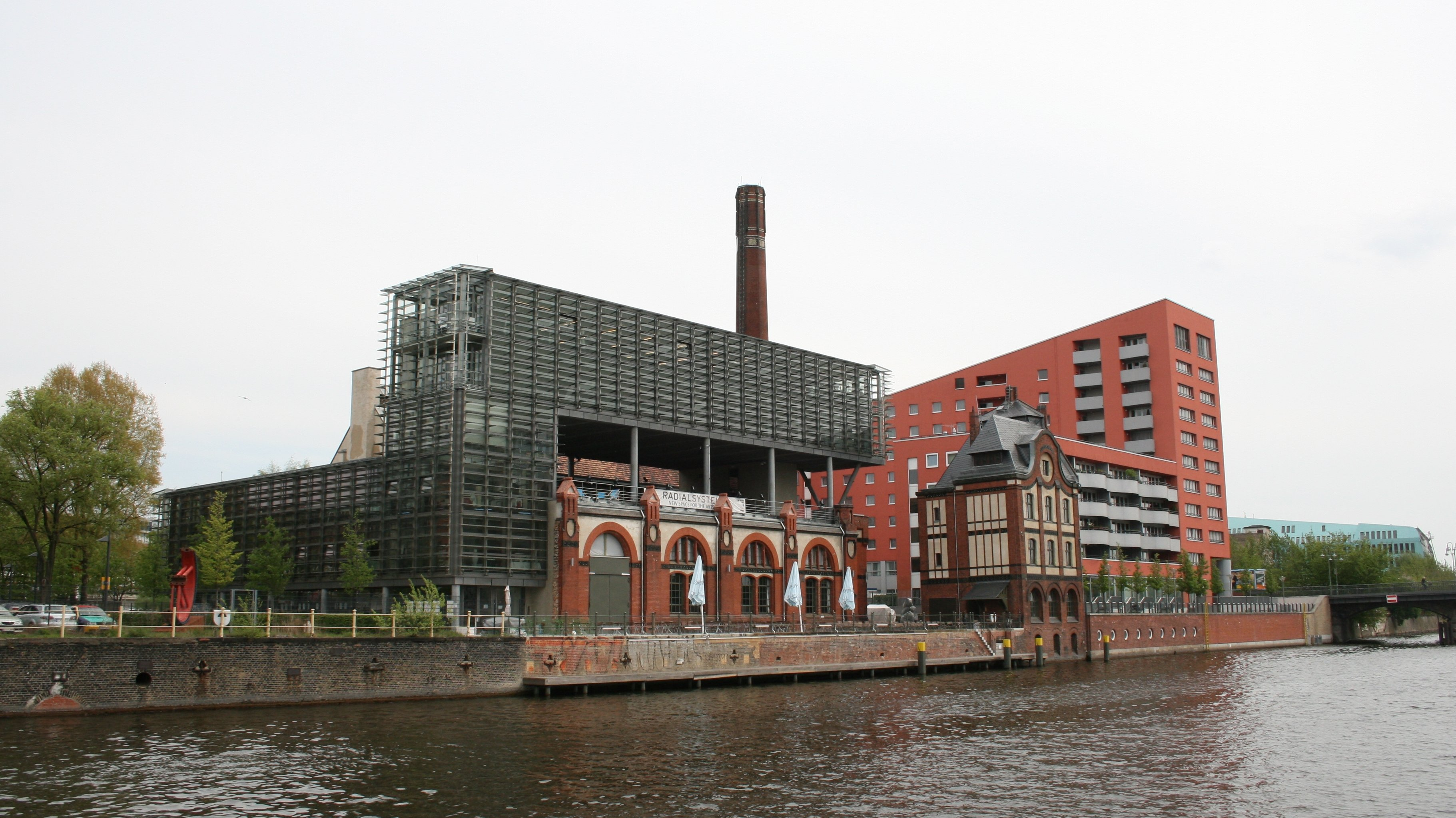
Radialsystem V von der Spree gesehen, 2008